# آن کلیو
آن کلیو (زادهٔ ۲۲ سپتامبرِ ۱۵۱۵ میلادی - درگذشتهٔ ۱۶ ژوئیهٔ ۱۵۵۷ میلادی) چهارمین همسر هنری هشتم پادشاه انگلستان بود. در سال ۱۵۴۰ با هنری هشتم ازدواج کرد و پس از شش ماه هنری او را طلاق داد تا با ندیمه آن، کاترین هاوارد ازدواج کند. پس از آن هنری هشتم به او لقب لیدی آن کلیو را داد و او را خواهر خود اعلام کرد. مقداری از املاک خود را نیز به آن کلیو بخشید. آن کلیو انسان خیر و نیکوکاری بود. وی تا آخر عمر نزد مردم انگلستان به عنوان ملکه شناخته می‌شد.